# Myth II : Le Fléau des âmes
Pour les articles homonymes, voir Myth.
Myth II : Le Fléau des âmes (Myth: Soulblighter en version originale) est un jeu vidéo de tactique en temps réel développé et publié par Bungie le 30 novembre 1998. Myth propose au joueur de s'immerger dans une aventure médiévale fantasy.
Le premier opus de la série se nomme Myth : Les Seigneurs damnés sorti en 1997. Le dernier opus se nomme Myth III: The Wolf Age. Myth oppose les forces du bien aux forces du mal. Le théâtre des combats est constitué de prairies, marais, fleuves, montagnes, cols enneigés ou encore déserts et s'étale sur 25 missions.
Un narrateur intervient entre chacune d’elles, via son journal de guerre. Il relate, au fur et à mesure, la progression du joueur sur les territoires conquis sur l'ennemi.

## Histoire
En ces temps reculés règnent la destruction et le carnage, vous devez anéantir un seigneur maléfique, le Fléau des âmes, qui en fait l'un des seigneurs damnés du précédent opus.
Les ennemis alliés à de puissants sorciers terrassent vos guerriers les plus intrépides. Chaque mission vous permet de nouer des alliances, de braver de nouveaux dangers et de lutter contre des maléfices antiques. Vous devrez savoir utiliser les explosifs, laisser la terre s'ouvrir pour engloutir les victimes, faire exploser les murs des châteaux, éviter la pluie de flèches déversée du haut des remparts, parcourir les marais ou les déserts. Dans ce monde tous, villageois ou soldats, craignent la colère du Fléau des âmes, un seigneur cruel et invincible. Vous êtes le seul à pouvoir le vaincre.

## Accueil
| Myth II               |      |       |
| Média                 | Pays | Notes |
| Computer Gaming World | US   | 4.5/5 |
| Cyber Stratège        | FR   | 4.5/5 |
| GameSpot              | US   | 93 %  |
| Gen4                  | FR   | 3/5   |
| Jeuxvideo.com         | FR   | 16/20 |
| Joystick              | FR   | 90%   |